# Cohors quinquagenaria peditata
La cohors quinquagenaria era una unidad auxiliar del ejército romano imperial compuesta por soldados que no disponían de la ciudadanía romana. Estas unidades fueron creadas para completar las deficiencias de las legiones del ejército imperial, formadas casi exclusivamente por infantería pesada, introduciendo unidades de infantería ligera y especializadas, como arqueros u honderos.

## Organización

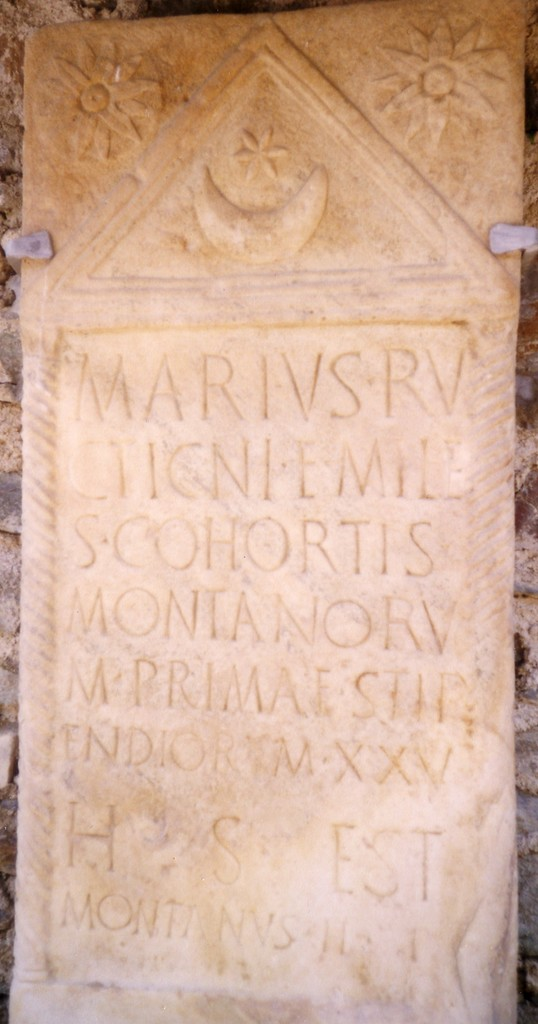
Epitafio de un soldado de la Cohors I Montanorum, unidad de infantería auxiliar de tipo quingenario.

Estaba formada por 480 soldados de infantería divididos en 6 centurias de 80 hombres a las órdenes de sendos centuriones, asistidos cada uno por un optio o lugarteniente, un tesserarius o subofial de inteligencia y un signifer o portaestandarte. Cada centuria se dividía en 10 pelotones de 8 soldados, llamados contubernium.
La unidad estaba mandada por un Praefectus cohortis nombrado por emperador de entre los miembros del ordo ecuester, que así iniciaba el primer peldaño de su carrera militar.
Las cohortes quinquagenariae peditatae fueron asignadas a comienzos del Imperio a legiones concretas, pero desde Claudio y, especialmente, a partir de Vespasiano empezaron a ser asentadas en los limes del Imperio en bases permanentes, llamadas castellum cohortis. Estos tenían forma rectangular, ocupando entre 0,8 y 1,2 ha, con cuatro puertas. En el centro se situaba el cuartel general o principia, que contenía la capilla de los signa o estandartes, la caja de la unidad y las oficinas. a los lados del principia se levaban el praetorium o residencia del Prefecto de la unidad, los horrea u almacenes y seis edificios de barracones.
En la parte exterior del castellum solía levantarse una instalación termal, junto a la cual, poco a poco, iban formándose una vicus o aldea civil.
A partir de Vespasiano, se formaron Cohortes milliariae peditatae, especialmente de arqueros, formadas por 800 soldados encuadrados en 10 centurias de 80 infantes, y dirigidas por tribunus cohortis milliariae, miembro también del ordo equester.
No todas las cohortes auxiliares estaban formadas por no ciudadanos, ya que en diversas épocas, especialmente bajo Augusto, se reclutaron unidades de ciudadanos romanos, que recibían el título de Voluntariorum, Italica, Campana o Campestris, y que siempre estaban armadas y vestidas de la misma forma que los legionarios y dirigidas por un Tribunus Cohortis ecuestre.
Las unidades auxiliares de no ciudadanos podían recibir como premio por alguna acción de combate meritoria el título de civium romanorum que otorgaba a sus hombres la ciudadanía antes de su licenciamiento y les permitía vestir de la misma forma que los legionarios.
Las reformas militares de Diocleciano y Constantino I a comienzos del siglo IV transformaron sustancialmente estas unidades, que, si bien conservaron sus nombres, vieron reducidos sus efectivos hasta los 200 soldados y, en general, fueron integradas en los ejércitos fronterizos de tipo limitanei, con un nivel de entrenamiento y efectividad reducidos.

## Lista de cohors quingenaria del ejército romano
- Cohors III Flavia Afrorum
- Cohors I Alpinorum
- Cohors I Alpinorum miliaria
- Cohors III Alpinorum
- Cohors III Alpinorum Dardanorum
- Cohors I Antiochiensium
- Cohors Apuleia civium Romanorum
- Cohors I Aquitanorum
- Cohors I Aquitanica
- Cohors I Aresacorum
- Cohors I Asturum
- Cohors V Asturum
- Cohors VI Asturum
- Cohors I Asturum et Gallaecorum
- Cohors II Asturum et Gallaecorum
- Cohors Asturum et Gallaecorum
- Cohors I Augusta
- Cohors III Augusta
- Cohors I Ausetanorum
- Cohors I Baetasiorum civium Romanorum
- Cohors Baetica
- Cohors I-VIII Batavorum
- Cohors I Batavorum miliaria pia felix
- Cohors I Batavorum quingenaria
- Cohors II Batavorum Miliaria
- Cohors I Septimia Belgarum
- Cohors II Flavia Bessorum
- Cohors I Aquitanorum Biturgium
- Cohors II Biturigum
- Cohors miliaria Bosporiana
- Cohors I Bosporiana
- Cohors II Bosporanorum
- Cohors I Bracaraugustanorum
- Cohors II Bracaraugustanorum
- Cohors III Bracaraugustanorum
- Cohors IIII Bracaraugustanorum
- Cohors V Bracaraugustanorum
- Cohors II Breucorum
- Cohors III Breucorum
- Cohors IIII Breucorum
- Cohors VI Breucorum
- Cohors VIII Breucorum
- Cohors I Britannica miliaria civium Romanorum
- Cohors II Britannica
- Cohors I Brittonum miliaria
- Cohors I Aelia Brittonum miliaria
- Cohors I Flavia Brittonum
- Cohors I Ulpia Brittonum miliaria
- Cohors II Nervia Pacensis miliaria Brittonum
- Cohors II Brittonum
- Cohors I Callaecorum
- Cohors Campana
- Cohors III Campestris
- Cohors VII Campestris
- Cohors I Flavia Canathenorum miliaria
- Cohors I Cannanefatium
- Cohors I Cantabrorum
- Cohors II Cantabrorum
- Cohors Carietum et Veniaesum
- Cohors I Celtiberorum
- Cohors III Celtiberorum
- Cohors II Chalcidenorum
- Cohors II Cirtensium
- Cohors I Cisipadensium
- Cohors I Classica
- Cohors I Aelia Classica
- Cohors II Classica
- Cohors II Claudia
- Cohors III Coll...
- Cohors I Flavia Commagenorum
- Cohors III Commagenorum
- Cohors I Cornoviorum
- Cohors I Corsorum
- Cohors I Corsorum civium Romanorum
- Cohors I Cretum
- Cohors II Cretensis
- Cohors I Ulpia Traiana Cugernorum civium Romanarum
- Cohors I Cypria
- Cohors III Cypria civium Romanorum
- Cohors I Cyrenaica
- Cohors III Cyrenaica sagittariorum
- Cohors III Augusta Cyrenaica
- Cohors I Aelia Dacorum miliaria
- Cohors I Ulpia Dacorum
- Cohors Gemina Dacorum
- Cohors I Aurelia Dardanorum
- Cohors I Delmatarum
- Cohors II Delmatarum
- Cohors II miliaria Delmatarum
- Cohors III Delmatarum pia felix
- Cohors IIII Delmatarum
- Cohors V Delmatarum (Germania)
- Cohors V Delmatarum (Tingitana)
- Cohors II Dongonum
- Cohors Aelia expedita
- Cohors Flaviana
- Cohors I Frisiavonum
- Cohors I Aelia Gaesatorum miliaria
- Cohors Gaetulorum
- Cohors I Ulpia Galatarum
- Cohors II Ulpia Galatarum
- Cohors III Galatarum
- Cohors II Galica
- Cohors I Gallorum
- Cohors I Gallorum Dacica
- Cohors II Gallorum
- Cohors III Gallorum
- Cohors IV Gallorum
- Cohors V Gallorum
- Cohors VI Gallorum
- Cohors VIII Gallorum
- Cohors XI Gallorum
- Cohors V Gemina civium Romanorum
- Cohors I Germanica
- Cohors I miliaria Germanorum
- Cohors I Germanorum civium Romanorum
- Cohors I Hamiorum sagittariorum
- Cohors I Hamiorum milliaria civium romanorum
- Cohors II Hamiorum (Amiorum)
- Cohors I Helvetiorum
- Cohors I Flavia Hispanorum (quingenaria) pia felix
- Cohors I Flavia Hispanorum pia felix
- Cohors III Hispanorum
- Cohors VI Hispanorum
- Cohors I Civium Romanorum Ingenuorum
- Cohors VI Ingenuorum civium Romanorum
- Cohors I Italica civium Romanorum Voluntariorum
- Cohors II Italica civium Romanorum Voluntariorum miliaria
- Cohors I Augusta Ituraeorum sagittariorum
- Cohors I Ituraeorum
- Cohors III Ituraeorum
- Cohors VII Ituraeorum
- Cohors Latabi (ensium?)
- Cohors I Lemavorum civium romanorum
- Cohors I Liburnorum
- Cohors I Ligurum
- Cohors I Ligurum et Hispanorum civium Romanorum
- Cohors II Gemina Ligurum et Corsorum
- Cohors III Lingonum
- Cohors V Lingonum
- Cohors I Lucensium Hispanorum pia felix
- Cohors III Lucensium
- Cohors I Lusitanorum
- Cohors I Lusitanorum Cyrenaica
- Cohors I Macedonica
- Cohors II Mattiacorum
- Cohors quingenaria Maurorum
- Cohors I Menapiorum
- Cohors I Montanorum
- Cohors I Morinorum
- Cohors I Flavia Musulamiorum
- Cohors Nemetum
- Cohors I Nerviana velox
- Cohors I Nerviorum
- Cohors II Nerviorum
- Cohors III Nerviorum civium Romanorum
- Cohors VI Nerviorum
- Cohors I Noricorum
- Cohors II Flavia Numidarum
- Cohors IIII Numidarum
- Cohors I Nurritanorum
- Cohors I P. P.'
- Cohors I Pannoniorum
- Cohors I Augusta Pannoniorum
- Cohors II Pannoniorum
- Cohors III Pannoniorum
- Cohors IIII Pannoniorum
- Cohors IIII Petraeorum
- Cohors V Petraeorum
- Cohors I Rhaetorum
- Cohors II Rhaetorum civium Romanorum
- Cohors III Rhaetorum
- Cohors V Rhaetorum
- Cohors VI Rhaetorum
- Cohors VIII Rhaetorum civium Romanorum
- Cohors Rhaetorum et Vindelicorum
- Cohors I milliaria Sagittartiorum
- Cohors I Ulpia Sagittariorum
- Cohors III Sagittariorum
- Cohors I Sardorum
- Cohors II Sardorum
- Cohors scutata civium Romanorum
- Cohors I Sebastenorum miliaria
- Cohors Silau.nensium
- Cohors I Aelia Singularium
- Cohors I Sugambrorum veterana
- Cohors I Claudia Sugambrorum
- Cohors IIII Sugambrorum
- Cohors I Sunucorum
- Cohors I Syrorum
- Cohors I miliaria nova Surorum sagittariorum
- Cohors II Thebaeorum
- Cohors I Thracum miliaria
- Cohors I Thracum sagittariorum
- Cohors I Thracum
- Cohors II Augusta Thracum
- Cohors II Thracum Syriaca
- Cohors III Thracum veterana
- Cohors IIII Thracum Syriaca
- Cohors I Tungrorum miliaria
- Cohors I Tyrorum sagittariorum
- Cohors Tungrorum és cohortes Ubiorum
- Cohors Usiporum
- Cohors I Vindelicorum miliaria
- Cohors IIII Vindelicorum
- Cohors I Campestris Voluntaria civium Romanorum
- Cohors IIII Voluntariorum civium Romanorum
- Cohors VIII Voluntariorum
- Cohors XV Voluntariorum
- Cohors XVIII Voluntariorum civium Romanorum
- Cohors XVIIII Voluntariorum
- Cohors XXI Voluntariorum
- Cohors XXIII Voluntariorum
- Cohors XXIIII Voluntariorum civium Romanorum
- Cohors XXV Voluntariorum civium Romanorum
- Cohors XXVI Voluntariorum civium Romanorum
- Cohors XXX Voluntariorum
- Cohors XXXII Voluntariorum civium Romanorum